# Francesco Picarelli
Francesco Picarelli (Sarnano, 3 marzo 1631 – tra il 2 e il 31 dicembre 1708) è stato un vescovo cattolico italiano.

## Biografia
Francesco Picarelli nacque a Sarnano, il 3 marzo 1631. Il 10 marzo 1674 fu ordinato diacono e, pochi giorni dopo, il 24 marzo, fu ordinato sacerdote. 
Il 22 maggio 1690 fu nominato vescovo di Narni da papa Alessandro VIII. Il 4 giugno 1690 ricevette la consacrazione episcopale da Fabrizio Spada, cardinale presbitero di San Crisogono, co-consacranti Francesco Martelli, arcivescovo titolare di Corinto, e Vittorio Agostino Ripa, vescovo di Vercelli. 
Fu vescovo di Narni fino alla sua morte, avvenuta in un giorno tra il 2 e il 31 dicembre 1708.

## Genealogia episcopale
La genealogia episcopale è:
- Cardinale Scipione Rebiba
- Cardinale Giulio Antonio Santori
- Cardinale Girolamo Bernerio, O.P.
- Arcivescovo Galeazzo Sanvitale
- Cardinale Ludovico Ludovisi
- Cardinale Luigi Caetani
- Cardinale Ulderico Carpegna
- Cardinale Paluzzo Paluzzi Altieri degli Albertoni
- Cardinale Gasparo Carpegna
- Cardinale Fabrizio Spada
- Vescovo Francesco Picarelli